# Oblast' di Tula
L'oblast' di Tula (in russo Ту́льская о́бласть?, Túlʾskaja óblastʾ) è un'oblast' della Russia che occupa il settore orientale del Rialto centrale russo, tra i fiumi Oka a nord-est e Don a sud-est.
È posizionata quasi al centro della Russia europea, come la corolla di un fiore e ha per "petali" le oblast' di Lipeck, Orël, Kaluga, Mosca e Rjazan'.
Agricoltura, sfruttamento del sottosuolo (lignite e ferro), industrie siderurgiche, chimiche e alimentari sono le principali risorse dalla regione.

## Città importanti
La capitale è Tula; altre città importanti sono Novomoskovsk, Aleksin e Donskoj.
Da ricordare inoltre il villaggio di Jasnaja Poljana, 15 km a ovest di Tula, dove nacque ed abitò Lev Tolstoj.

## Geografia antropica

### Suddivisioni amministrative
La divisione amministrativa di secondo livello della oblast' comprende 23 rajon (distretti) e 2 città sotto la giurisdizione della oblast'.

#### Rajon
La oblast' di Tula comprende 23 rajon (fra parentesi il capoluogo; sono indicati con un asterisco i capoluoghi non direttamente dipendenti dal rajon ma posti sotto la giurisdizione dell'oblast'):
- Aleksinskij (Aleksin)
- Arsen'evskij (Arsen'evo)
- Belëvskij (Belëv)
- Bogorodickij (Bogorodick)
- Černskij (Čern')
- Dubenskij (Dubna)
- Efremovskij (Efremov)
- Jasnogorskij (Jasnogorsk)
- Kamenskij (Archangel'skoe)
- Kimovskij (Kimovsk)
- Kireevskij (Kireevsk)
- Kurkinskij (Kurkino)

- Leninskij (Leninskij)
- Novomoskovskij (Novomoskovsk)
- Plavskij (Plavsk)
- Odoevskij (Odoev)
- Ščëkinskij (Ščëkino)
- Suvorovskij (Suvorov)
- Tëplo-Ogarevskij (Tëploe)
- Uzlovskij (Uzlovaja)
- Venëvskij (Venëv)
- Volovskij (Volovo)
- Zaokskij (Zaokskij)

#### Città
I centri abitati della oblast' che hanno lo status di città (gorod) sono 19 (in grassetto le città sotto la diretta giurisdizione della oblast', che costituiscono una divisione amministrativa di secondo livello):
- Aleksin
- Belëv
- Bogorodick
- Bolochovo
- Čekalin
- Donskoj
- Efremov

- Jasnogorsk
- Kimovsk
- Kireevsk
- Lipki
- Novomoskovsk
- Plavsk
- Ščëkino

- Sovetsk
- Suvorov
- Tula
- Uzlovaja
- Venëv

#### Insediamenti di tipo urbano
I centri urbani con status di insediamento di tipo urbano sono 25:
- Ageevo
- Arsen'evo
- Borodinskij
- Brusjanskij
- Čern'
- Dubna
- Dubovka
- Epifan'
- Gricovskij

- Kurkino
- Leninskij
- Novogurovskij
- Novol'vovsk
- Odoev
- Ogarëvka
- Pervomajskij
- Plechanovo
- Revjakino

- Slavnyj
- stancija Skuratovo
- Švarcevskij
- Tëploe
- Tovarkovskij
- Volovo
- Zaokskij